# Mujer árabe
Mujer árabe es una pintura a la acuarela de John Singer Sargent. Pintada a finales del siglo XIX o primeros años del siglo XX, la pintura se encuentra actualmente en la colección del Museo Metropolitano de Arte de Nueva York.

## Descripción
El destacado pintor estadounidense John Singer Sargent realizó dos viajes notables a Oriente Próximo durante su vida; el primer viaje fue a Grecia, Egipto, y Turquía en 1890, mientras el segundo fue a las entonces provincias otomanas de Siria y Palestina en 1905. Estos viajes espolearon a Sargent para crear un número de obras de arte respecto de varios temas.
La mujer árabe fue pintada por Sargent durante uno de estos viajes. La imagen, a la acuarela y gouache sobre papel blanco tramado, retrata a una mujer musulmana portando el tradicional nicab blanco (la versión moderna suele ser negro o en colores oscuros). Según una inscripción dejada por Sargent en la pintura, el trabajo está incompleto.